# Le Chardon ambitieux
Le Chardon ambitieux est un passage de l'Ancien Testament, dans le deuxième livre des Rois, qui parle de l'alliance malheureuse chez les humains entre le côté mauvais et le côté divin.

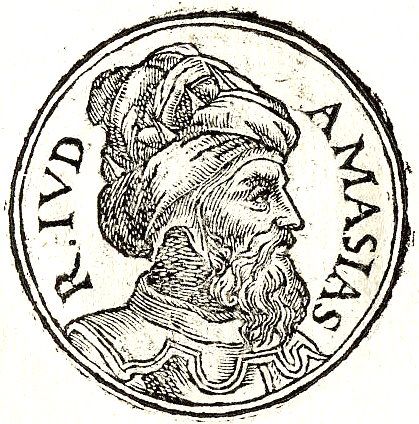
Le roi Amatsia d'après Promptuarii Iconum Insigniorum (en).

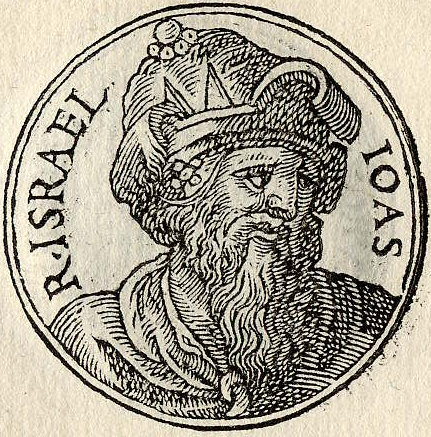
Joash d'Israël de Guillaume Rouillé issu de Promptuarii Iconum Insigniorum (en).

## Texte
Deuxième livre des Rois, chapitre 14, verset 9 :

« Et Joas, roi d'Israël, fit dire à Amatsia, roi de Juda : Le chardon du Liban envoya dire au cèdre du Liban: Donne ta fille pour femme à mon fils! Et les bêtes sauvages qui sont au Liban passèrent et foulèrent le chardon »

Traduction d'après la Bible Louis Segond.